# Hybolasius dubius
Hybolasius dubius är en skalbaggsart som beskrevs av Thomas Broun 1893. Hybolasius dubius ingår i släktet Hybolasius och familjen långhorningar. Inga underarter finns listade i Catalogue of Life.